# Distretto Orientale (Tainan)
Il distretto Orientale (東區S, Dōng QūP) è un distretto della città di Tainan, situata a Taiwan.